# Karácsony Irakban
A Karácsony Irakban (Red Sleigh Down a.k.a. Christmas in Iraq) a South Park című rajzfilmsorozat 96. része (a 6. évad 17. epizódja). Elsőként 2002. december 11-én sugározták az Amerikai Egyesült Államokban.

## Cselekmény
|  | Alább a cselekmény részletei következnek! |

Kyle Schwartz kiszámolja Cartmannek, hogy az mennyi ajándékra számíthat karácsonykor. A számításból kiderül, Cartman annyira rossz volt, hogy még abban az esetben sem reménykedhetne, hogy egy Haibo robotkutyát kap, hogyha feltalálná az AIDS és a rák ellenszerét – ekkor is két ajándékkal tartozna a Télapónak. Hogy jóvátegye összes addigi bűnét, végre kell hajtania a létező legjóságosabb tettet; Cartman úgy dönt, elviszi a szenvedő irakiaknak a karácsonyt, barátaival pedig szokatlanul kedvesen kezd el viselkedni, akik ezt rendkívül különösnek tartják (nem is ok nélkül). Eközben a városi lakosok a közös fenyőfa körül ünnepelnek, ahol Jimmy előadja kedvenc karácsonyi énekét. A közönség ekkor még nem is sejti, hogy Jimmy beszédhibája miatt az ének az epizód végéig fog majd eltartani.
Kula bácsi rögtönzött kaka-vonatának segítségével a gyerekek az Északi-sarkra utaznak Télapó Magányos Erődjébe. Elmondják tervüket a Télapónak, aki el is indul Irakba, de a szánját egy rakétavetővel lelövik. A rénszarvasok elpusztulnak, a sebesült Télapót pedig a katonák foglyul ejtik és megkínozzák. A gyerekek időközben megtudják, mi motiválta valójában Cartmant és felismerve, hogy a Télapót ért szerencsétlenség  akár a karácsony megszűnésébe is kerülhet, mentőakciót terveznek.
Egy új szánkóval és új rénszarvasokkal útnak is indulnak, hogy segítséget kérjenek Jézustól. Amikor meghallja, mi történt régi barátjával, Jézus felfegyverkezik és a fiúkkal Irakba siet, ahol az összes útjába kerülő katonát lemészárolja. Sikeresen kiszabadítják a Télapót, de menekülés közben Jézus halálos sebet kap. Miután a szánkóval a levegőbe emelkedett, a Télapó speciális bombákat dob le a városra, melyek karácsonyi dekorációt (ajándékokat, koszorúkat és díszkivilágítást) kölcsönöznek az országnak.
Jimmy  - a városlakók nagy megkönnyebbülésére – a dal végére ér, Télapó pedig arra kér mindenkit, emlékezzenek meg Jézusról. Ezután átnyújtja ajándékait a fiúknak, három Haibo robotkutyát. Cartman dühös lesz, mert azt akarta, csak neki legyen ilyen játéka, hogy a többiek irigyelhessék. Hirtelen az ötödik évad végén halálos betegségben elhunyt Kenny tűnik fel a semmiből, de a gyerekek különös módon nem lepődnek meg ezen.

## Utalások
- Mikulás Magányos Erődje célzás a Superman című 1978-as filmre.
- Az epizódban számos utalás történik A Sólyom végveszélyben, a Sivatagi cápák és a Halálos fegyver című filmekre.
- Jézus halálakor Stan és Kyle között elhangzik a sorozat szállóigévé vált párbeszéde, melyet a korábbi részekben Kenny szinte minden egyes halálakor elmondanak.

Stan: …Ezek kinyírták Jézust!
Kyle: Micsoda szemetek!

## Érdekességek
- Amikor Jézus Télapó megmentésére indul Irakba, a térkép, melyet tájékozódásra használ valójában Kanadát ábrázolja.
- A karácsonyt ünneplő tömegben Séf bácsi szülei és Thompsonék is feltűnnek (akik a Ha a segged van a fejed helyén című részben szerepeltek).
- Eric Cartman mögött a kaka expresszen nem látható Kyle és Stan. (amikor elindultak és megérkeztek akkor láthatóak)
- Kennyvel az epizód végén összetalálkoznak a fiúk, és Kyle megkérdezi Kenny-től, hogy hol volt ezidáig. Ettől a résztől kezdve ismét szerepel a sorozatban, de a szereplők nem tesznek megjegyzést Kenny visszatérésére.

## Külső hivatkozások
- Karácsony Irakban Archiválva 2008. május 13-i dátummal a Wayback Machine-ben a South Park Studios hivatalos honlapon
- Karácsony Irakban az Internet Movie Database oldalon (angolul)